# Brotizolam
Brotizolam  (được bán dưới tên thương hiệu Lendormin) là thuốc an thần - thôi miên  thienotriazolodiazepine  là một loại thuốc tương tự benzodiazepine. Nó sở hữu các đặc tính giải lo âu, chống co giật, thôi miên, an thần và cơ xương, và được coi là có tác dụng tương tự như các thuốc benzodiazepin tác dụng ngắn như triazolam. Nó được sử dụng trong điều trị ngắn hạn của chứng mất ngủ nặng hoặc suy nhược. Brotizolam là một loại thuốc cực kỳ mạnh và đã cho thấy hoạt động chống lo âu ở liều thấp từ 0,08 đến 0,1 miligam, nhưng liều thôi miên thông thường của brotizolam là 0,125 đến 0,25 miligam, và nó được loại bỏ nhanh chóng với thời gian bán hủy trung bình trong 4,4 giờ (phạm vi 3,6-7,9 giờ).
Nó được cấp bằng sáng chế vào năm 1974  và được đưa vào sử dụng y tế vào năm 1984. Brotizolam không được chấp thuận để bán ở Anh, Hoa Kỳ hoặc Canada. Nó được chấp thuận để bán ở Hà Lan, Đức, Tây Ban Nha, Bỉ, Luxembourg, Áo, Bồ Đào Nha, Israel, Ý, Đài Loan và Nhật Bản.

## Sử dụng trong y tế
Brotizolam được kê đơn để điều trị ngắn hạn, 2 tuần4 chỉ mất ngủ nặng hoặc suy nhược. Mất ngủ có thể được mô tả là khó ngủ, thức dậy thường xuyên, thức dậy sớm hoặc kết hợp mỗi loại. Brotizolam là một loại thuốc benzodiazepine tác dụng ngắn và đôi khi được sử dụng ở những bệnh nhân gặp khó khăn trong việc duy trì giấc ngủ hoặc ngủ. Thôi miên chỉ nên được sử dụng trên cơ sở ngắn hạn hoặc ở những người bị mất ngủ mãn tính trên cơ sở thỉnh thoảng.
Brotizolam, với liều 0,25   mg có thể được sử dụng như một tiền đề trước khi phẫu thuật, liều này đã được tìm thấy có hiệu quả tương đương với 2   mg flunitrazepam làm tiền đề trước khi phẫu thuật.

## Tác dụng phụ
Tác dụng phụ thường gặp của brotizolam là điển hình của benzodiazepin thôi miên và có liên quan đến thần kinh trung ương trầm cảm, và bao gồm buồn ngủ, mất điều hòa, đau đầu, mất trí nhớ ngược chiều, chóng mặt, mệt mỏi, suy giảm chức năng vận động, nói lắp, lú lẫn, và vụng về.
Các tác dụng phụ ít gặp hơn bao gồm hạ huyết áp, ức chế hô hấp, ảo giác, buồn nôn và nôn, đánh trống ngực và các phản ứng nghịch lý (ví dụ như gây hấn, lo lắng, hành vi bạo lực, v.v.).
Brotizolam có thể gây ra tác dụng phụ còn lại vào ngày hôm sau như suy giảm chức năng nhận thức và vận động cũng như buồn ngủ. Sự gián đoạn của các kiểu ngủ cũng có thể xảy ra như ức chế giấc ngủ REM. Những tác dụng phụ này có nhiều khả năng ở liều cao hơn (trên 0,5 sắt1   mg).
Trong các thử nghiệm lâm sàng brotizolam 0,125 đến 0,5   mg cải thiện giấc ngủ ở người mất ngủ tương tự như nitrazepam 2.5 và 5   mg, flunitrazepam 2 mg và triazolam 0,25   mg, trong khi brotizolam 0,5   mg được chứng minh là vượt trội so với flurazepam 30   mg, nhưng kém hơn temazepam 30   mg trong một số nghiên cứu. Brotizolam ở liều dưới 0,5   mg vào ban đêm thường tạo ra buồn ngủ buổi sáng tối thiểu; không có suy giảm hiệu suất tâm thần còn lại xảy ra sau các liều trong phạm vi khuyến nghị từ 0,125 đến 0,25   mg. Cho đến nay không có tác dụng phụ nghiêm trọng nào được báo cáo và những trải nghiệm bất lợi thường thấy nhất là buồn ngủ, nhức đầu và chóng mặt. Mất ngủ hồi phục nhẹ có thể xảy ra ở một số bệnh nhân khi ngừng điều trị.

## Chống chỉ định và đặc biệt thận trọng
Thienodiazepines và các benzodiazepin đòi hỏi biện pháp phòng ngừa đặc biệt nếu được sử dụng ở người già, trong khi mang thai, ở trẻ em, rượu, cá nhân ma túy phụ thuộc và các cá nhân có rối loạn tâm thần kèm theo.

## Dược lý
Brotizolam đã được chứng minh trong các nghiên cứu trên động vật là một thienodiazepine có hiệu lực rất cao. Thời gian bán hủy của brotizolam là 3-6 giờ. Nó được hấp thụ nhanh chóng sau khi dùng; Sau khi dùng, nó được chuyển hóa thành các chất chuyển hóa có hoạt tính, một trong số đó ít mạnh hơn brotizolam và loại kia chỉ có một lượng rất nhỏ trong máu và do đó các chất chuyển hóa của brotizolam không có tác dụng dược lý đáng kể ở người. Brotizolam gây suy yếu chức năng vận động và có đặc tính thôi miên.
Brotizolam làm tăng giấc ngủ ánh sáng sóng chậm (SWLS) theo cách phụ thuộc vào liều trong khi ức chế các giai đoạn ngủ sâu. Thời gian dành cho giai đoạn 3 và 4 ít hơn, đó là giai đoạn ngủ sâu, khi sử dụng GABAergics như brotizolam. Do đó, các thuốc điều trị mất ngủ và thienodiazepin không phải là thuốc thôi miên lý tưởng trong điều trị chứng mất ngủ. Việc ngăn chặn các giai đoạn ngủ sâu bởi một trong hai có thể đặc biệt gây khó khăn cho người già vì họ tự nhiên dành ít thời gian hơn trong giai đoạn ngủ sâu.

## Lạm dụng
Brotizolam là một loại thuốc có khả năng lạm dụng. Lạm dụng thuốc được định nghĩa là dùng thuốc để đạt được 'mức cao' hoặc tiếp tục dùng thuốc trong thời gian dài chống lại lời khuyên y tế.
Lạm dụng brotizolam, mặc dù không phổ biến, là một vấn đề ở Hồng Kông vào cuối những năm 1980 và 1990. Để kiểm soát việc lạm dụng thuốc benzodiazepine tại Hồng Kông, Hội đồng Dược phẩm và Thuốc độc của Chính phủ đã phân loại lại các loại thuốc benzodiazepine là Thuốc nguy hiểm vào tháng 10 năm 1990. Ngoài các đơn thuốc chính thức, hồ sơ chi tiết sau đó được yêu cầu cho việc cung cấp và phân phối các loại thuốc này. Những quy định này ban đầu chỉ được áp dụng cho brotizolam, triazolam và flunitrazepam vì chúng là những thuốc gây nghiện chính. Tác động của những thay đổi về quy định này đối với việc sử dụng thuốc benzodiazepine đã được nghiên cứu bằng cách phân tích các mô hình bán hàng của bảy loại thuốc benzodiazepine trong khoảng thời gian từ năm 1990. Vào năm 1991, doanh số bán hàng của flunitrazepam và triazolam đã giảm, nhưng doanh số của năm loại thuốc benzodiazepin không hạn chế đã tăng lên. Các vấn đề đặc biệt nảy sinh với việc buôn bán và lạm dụng nimetazepam và lạm dụng temazepam trong cùng năm đó vào năm 1991. Các quy định ban đầu chỉ được áp dụng cho brotizolam, triazolam và flunitrazepam hiện đang được mở rộng để bao gồm tất cả các loại thuốc benzodiazepin vào tháng 1 năm 1992. Một quy định yêu cầu sử dụng các đơn thuốc phù hợp và hồ sơ chi tiết cho việc cung cấp và phân phối thuốc benzodiazepin, dường như đã kiềm chế, ít nhất là một phần, lạm dụng của họ ở Hồng Kông. Vẫn còn một số vấn đề với temazepam, nimetazepam, triazolam và brotizolam, nhưng chúng không phải là chính.

## Tên thương mại
| Tên </br>                   | Các nước </br>                                                             |
| Bondormin, Brotizolam </br> | Ixraen </br>                                                               |
| Ký túc xá </br>             | Chile </br>                                                                |
| Cho vay </br>               | Áo, Đan Mạch </br>                                                         |
| Lendormin </br>             | Nam Phi, Bỉ, Đức, Hungary, Ý, Nhật Bản, Hà Lan, Bồ Đào Nha, Đài Loan </br> |
| Lendormine </br>            | Thụy Sĩ </br>                                                              |
| Lindormin </br>             | México </br>                                                               |
| Noctilan </br>              | Chile </br>                                                                |
| Sintonal </br>              | Tây Ban Nha </br>                                                          |